# Rie fu
Rie Funakoshi (舩越りえ Funakoshi Rie?), conocida como Rie fu (りえふ Rie Fū), es una cantautora japonesa nacida el 11 de enero de 1985 en Tokio.

## Biografía
Desde 1992 hasta 1995, Rie fu vivió en Maryland con su familia.  Durante este tiempo, ella comenzó a tocar el piano y adquirió la mayoría de su inspiración musical, la cual fue grandemente influida por Sheryl Crow, Michelle Branch, y músicos de pop de los 70 como The Carpenters.
Al regresar a Japón, desde 1995 hasta 2003, Rie terminó su educación primaria y secundaria en Tokio. En 2002 empezó a tocar la guitarra, y casi inmediatamente comenzó a escribir canciones y a grabarlas con una pequeña grabadora de casete. Luego envió el casete con sus demos a una compañía discográfica (Sony) y la contrataron. Compuso Life is Like a Boat como primer ending de la serie Bleach, I wanna go to a place... como tercer ending de Gundam Seed Destiny, Tsukiakari como primer ending de Darker Than BLACK y Anata ga Koko ni Iru Riyuu como quinto ending de D.Gray-man.

## Discografía

### Sencillos

#### Rie who!?
(24 de marzo de 2004)
1. Decay
2. Beautiful words
3. Tsuki no Ue (Tsukinoue)

#### Life is like a boat
(23 de septiembre de 2004)
1. Life is like a boat
2. Voice

#### I wanna go to a place...
(27 de abril de 2005)
1. I wanna go to a place
2. They always talk about
3. I so wanted (english version)

#### ねがいごと (Negaigoto)
(31 de agosto de 2005)
1. ねがいごと (Negaigoto)
2. ねがいごと (Negaigoto) (piano version)
3. 2cm

#### Tiny tiny melody
(8 de agosto de 2006)
1. Tiny tiny melody
2. Long long way

#### Until I say
(19 de julio de 2006)
1. Until I say
2. Sunshine of my day
3. Tobira

#### ツキアカリ(Tsukiakari)
(23 de mayo de 2007)
1. Tsukiakari
2. Dreams be...

#### 5000マイル(5000 Mile)
(5 de septiembre de 2007)
1. 5000 Mile
2. Aitaitoki ni Utau uta
3. Life is like a boat ~tsukiakariefu Live version~

#### あなたがここにいる理由(Anata ga koko ni iru riyuu)
(24 de octubre de 2007)
1. Anata ga koko ni iru riyuu
2. Anata ga koko ni iru riyuu (instrumental)
3. Just the kind of Thought

#### Home
(23 de enero de 2008)
1. Home
2. Wait For Me
3. (They long to be) Close to you

#### Romantic
(12 de noviembre de 2008)
1. Romantic
2. In the Airplane
3. Money will love you

#### PRESENT
(25 de febrero de 2009)
1. Present
2. Time traffic (Rie Fu remix)
3. Douyara Kyou mo Shibuya made

### Álbumes

#### Rie fu
(19 de enero de 2005)
1. 笑って、恵みのもとへ (Waratte meguminomotoe)
2. Beautiful words
3. Somebody's world
4. 2cm
5. I so wanted
6. Decay
7. Prayers & melodies
8. 雨の日が好きって思ってみたい (Amenohiga sukitte omottemitai)
9. Voice (versión álbum)
10. ツキノウエ (Tsukinoue) (jamming version)
11. Shine
12. Life is like a boat
13. ~ Interlude ~
14. Decay (english version)

#### Rose
(24 de marzo de 2006)
1. そのままで (Sonomamade)
2. 5 minutes
3. Funny dream
4. I wanna go to a place...
5. Realize
6. Tiny tiny melody
7. Conversation
8. They always talk about
9. Kiss U goodbye
10. Vintage denim
11. Rose
12. Long long way (versión álbum)
13. ねがいごと (Negaigoto)

#### Tobira
(21 de noviembre de 2007)
1. 5000 Miles~Album version
2. Come To My Door
3. Tsukiakari
4. Kimi ga Ukabu yo
5. tobira
6. Tiny tiny melody
7. On It's Way
8. Until I Say
9. SMILE
10. Feel The Same
11. dreams be
12. Sunshine of my day~Live version
13. London
14. Anata ga Koko ni Iru Riyuu

#### Urban Romantic
(8 de abril de 2009)
1. Something in my head
2. Sunny Days
3. Hey I'm Calling Up
4. Business
5. Anata wo Omoeba Afureru Namida
6. Romantic
7. drummy
8. She Can’t Say No ~No to Ienai Onna~
9. Money Will Love You (English Version)
10. Itsuka Kono Michi no Saki ni  ~all the way~
11. PRESENT
12. SUKI (like)
13. Romantic (Strings Version)